# Noteur

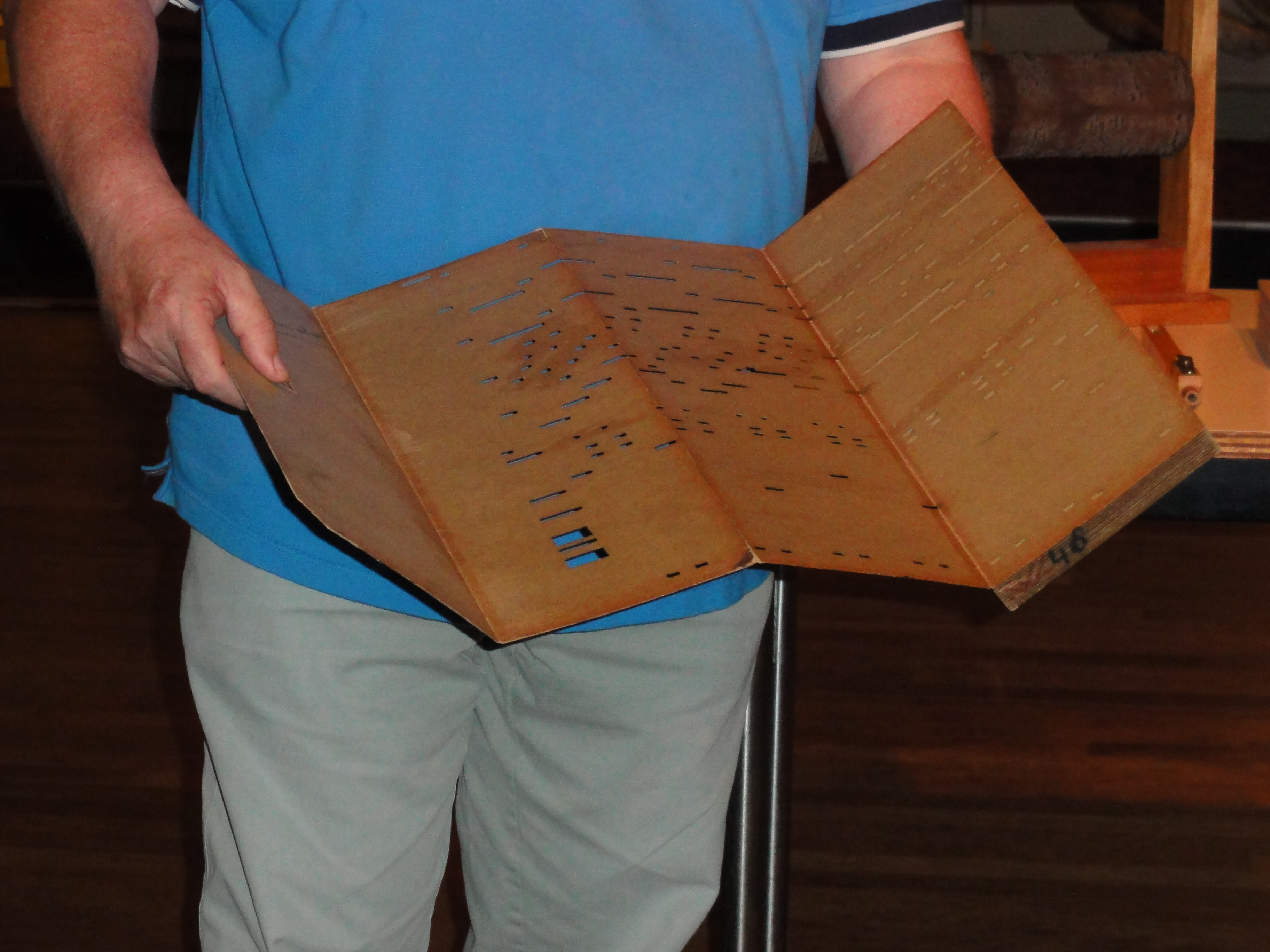
Orgelboek

Een noteur is een vervaardiger van draaiorgelboeken en muziekrollen voor pianola's. Hij vertaalt het notenschrift van een compositie in een voor het draaiorgel of pianola geschikt arrangement, rekening houdend met de beperkingen en mogelijkheden van het instrument, in een ponscode in karton of dik papier. Het aanbrengen van de ponsgaten wordt ook wel kappen genoemd.

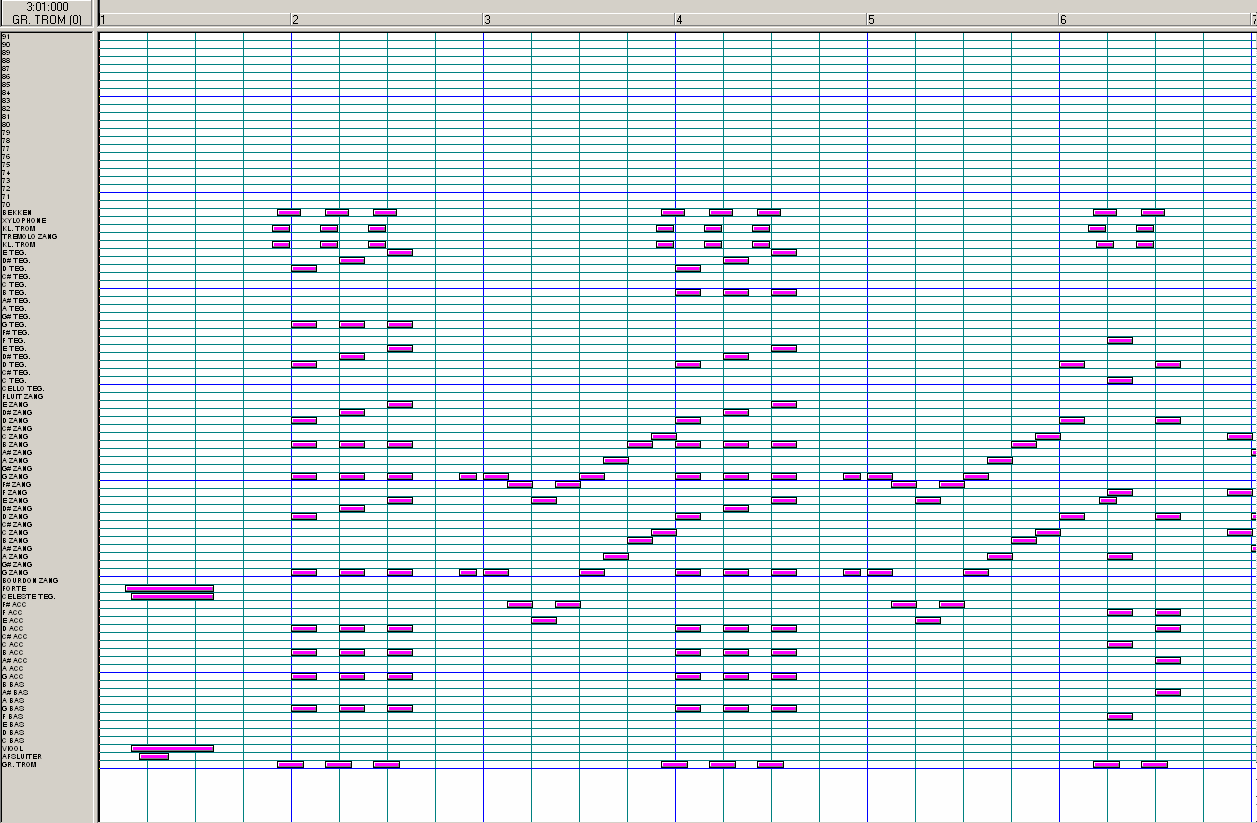
Draaiboek voor een draaiorgel op een computer vervaardigd

Ook op elektronische manier zijn er nu via midi-bestanden “draaiboeken” te maken. Dit gebeurt door middel van een speciaal computerprogramma. De midi-bestanden zijn echter ook te vertalen naar orgelboekenformat.